# Ubertino Strozzi

Stemma degli Strozzi

Ubertino di Rosso Strozzi, su alcuni testi indicato anche come Umbertino (Firenze, ... – Firenze, 1338), è stato un politico italiano, il primo ad avere una carriera politica di rilievo nella famiglia fiorentina degli Strozzi.

## Biografia
Figlio di Rosso Strozzi di Gerio, ricoprì importanti ruoli repubblicani, come quello di Magistrato dei Priori delle Arti nel 1307, Magistrato del Sale nel 1318, e Consigliere del Tribunale di mercanzia nel 1319.
Dopo la cacciata dei ghibellini da Firenze nel 1328, fu tra i protagonisti della riforma dell'amministrazione repubblicana. Dopo aver riscoperto il ruolo di Alfiere di compagnia nel 1328 e 1334, fu inviato come ambasciatore a Pisa nel 1331 e ad Arezzo nel 1334, ma fu come membro del consiglio XII Buonomini nel 1332 e soprattutto come Gonfaloniere di Giustizia nel 1336 che agli poté attuare l'importante riforma delle professioni e dell'accedere alle cariche pubbliche.
Stabilì infatti, tra i vari provvedimenti, che chiunque volesse esercitare un'attività dovesse essere iscritto ad una delle corporazioni delle Arti, estromettendo quindi la nobiltà feudale dall'esercizio delle professioni e favorendo la corsa al potere del ceto dei mercanti, che proprio in quegli anni tesseva le trame per quegli straordinari casi di ascesa sociale che si sarebbero manifestati a partire dal secolo seguente.

## Discendenza
Si sposò con Filippa Tornaquinci ed ebbe quattro figli, tre maschi e una femmina:
- Andrea (?-1369), politico
- Vaggia, sposò Gherardo degli Albizi
- Rosello (?-1340), politico
- Pietro (1306-1362), teologo

La loro discendenza si esaurì nel secolo successivo.